# Clarkia
Genre
Classification phylogénétique
Clarkia est un genre de plantes à fleurs de la famille des Onagraceae. Plus de 40 espèces sont actuellement classifiées dans le genre Clarkia. Presque toutes sont originaires du Nord-Ouest américain, seule une espèce (Clarkia tenella) est originaire d'Amérique du Sud.

## Description
Les Clarkia sont des plantes annuelles, d'une hauteur de maximale de 1,5 m. Leurs feuilles sont petites et simples de 1 à 10 cm de longueur en fonction de l'espèce. Leurs fleurs ont quatre sépales et quatre pétales.

## Taxonomie
Certains membres du genre étaient parfois référencés sous le genre Godetia, parmi lesquels Clarkia amoena, Clarkia affinis et Clarkia lessenensis. Mais toutes les plantes du genre Godetia sont reprises sous le genre Clarkia.
Le genre Clarkia fut classifié en 1814 par Frederick Traugott Pursh en l'honneur de l'explorateur William Clark. La première espèce assignée à ce genre fut Clarkia pulchella. En 1826 David Douglas ramena des spécimens de la plante en Angleterre au retour d'une expédition dans le Nord-Ouest des États-Unis qu'il mena entre 1824 et 1828.
La Royal Navy possédait un navire de guerre appelé HMS Clarkia (K88), une corvette Flower class.

## Culture
Certaines espèces sont cultivées comme plantes ornementales des jardins, telles le Clarkia élégant (Clarkia unguiculata), la Clarkia speciosa, la Clarkia amoena et la Clarkia bottae et présentent plusieurs variétés.

## Espèces
Le genre Clarkia comprend plus de 40 espèces parmi lesquelles :
- Clarkia affinis (en)
- Clarkia amoena (Farewell to Spring)
- Clarkia arcuata (en)
- Clarkia australis (en)
- Clarkia biloba (en)
- Clarkia borealis (en)
- Clarkia bottae (en)
- Clarkia breweri (en)
- Clarkia concinna (en)
- Clarkia cylindrica (en)
- Clarkia davyi (en)
- Clarkia delicata (en)
- Clarkia dudleyana (en)
- Clarkia epilobioides (en)
- Clarkia exilis (en)
- Clarkia franciscana (en)
- Clarkia gracilis (en)
- Clarkia heterandra (en)
- Clarkia imbricata (en)
- Clarkia jolonensis (en)
- Clarkia lassenensis (en)
- Clarkia lewisii (en)
- Clarkia lingulata (en)
- Clarkia mildrediae (en)
- Clarkia modesta (en)
- Clarkia mosquinii (en)
- Clarkia prostrata (en)
- Clarkia pulchella
- Clarkia purpurea (en)
- Clarkia rhomboidea (en)
- Clarkia rostrata (en)
- Clarkia rubicunda (en)
- Clarkia similis (en)
- Clarkia speciosa (en)
- Clarkia springvillensis (en)
- Clarkia stellata (vi)
- Clarkia tembloriensis (en)
- Clarkia tenella (vi)
- Clarkia unguiculata (Mountain Garland; syn. C. elegans)
- Clarkia virgata (en)
- Clarkia williamsonii (en)
- Clarkia xantiana (en)

## Référence
- (en) Cet article est partiellement ou en totalité issu de l’article de Wikipédia en anglais intitulé « Clarkia » (voir la liste des auteurs).